# Formas de ocultarse
Formas de ocultarse es el cuarto libro misceláneo del escritor español Javier Cercas, publicado en 2016 en Chile por Ediciones UDP.
Corresponde a una recopilación de crónicas, conferencias y ensayos, donde el autor habla de sus afinidades literarias, política, aspectos de su vida personal, y su relación literaria y personal con escritores como Jorge Luis Borges, Mario Vargas Llosa y Roberto Bolaño.